# NGC 2724
NGC 2724 este o low-surface-brightness galaxy⁠(d) situată în constelația Linxul. A fost descoperită în 7 februarie 1832 de către John Herschel.